# 라디오 방송국 목록
나라별 라디오 방송국 목록은 다음과 같다. (※ 위키백과에 등록된 항목이나 키국을 중심으로 서술)

## 아시아

### 대한민국
- 한국방송공사
  - KBS 제1라디오, KBS 제2라디오, KBS 제3라디오, KBS 제1FM, KBS 제2FM, KBS 한민족방송, KBS 월드라디오, KBS 지역국 FM 방송, U-KBS MUSIC
- 한국교육방송공사
  - EBS FM, EBS 반디 외국어 전문
- 문화방송
  - MBC 표준FM, MBC FM4U, 올댓뮤직
- SBS
  - SBS 러브FM, SBS 파워FM, SBS V-Radio
- SBS 네트워크 키국
  - KNN
    - KNN 러브FM, KNN 파워FM

  - TBC
    - TBC Dream FM

  - 광주방송
    - kbc My FM

  - 대전방송
    - TJB 파워FM

  - 울산방송
    - ubc Green FM

  - 전주방송
    - JTV MAGIC FM

  - 청주방송
    - CJB JOY FM

  - G1방송
    - G1 Fresh FM

  - 제주방송
    - JIBS New Power FM
- 경인방송
- OBS경인TV
  - OBS 라디오
- CBS기독교방송
  - CBS 표준FM, CBS 음악FM, CBS JOY4U
- 극동방송
  - FEBC FM
- 가톨릭평화방송
  - Cpbc FM
- BBS불교방송
  - BBS FM
- 원음방송
  - WBS FM
- TBS
  - TBS FM, TBS eFM
- 한국교통방송
- YTN라디오
- 국악방송
- 국방FM
- 아리랑 라디오
- BTN라디오
- CTS라디오

### 조선민주주의인민공화국
- 조선중앙방송
- 조선중앙통신사
- 통일의 메아리 방송
- 평양방송공사
- 평양FM방송
- 조선의 소리 방송
- 구국의 소리 방송

### 일본
- 일본방송협회
  - NHK 라디오 제1방송, NHK 라디오 제2방송, NHK-FM방송, NHK 월드 라디오 일본
- TBS 라디오 & 커뮤니케이션즈 (재팬 라디오 네트워크)
- 닛폰 방송, 분카 방송  (NRN)
- FM 도쿄 (JFN)
- J-WAVE (JAPAN FM LEAGUE)
- FM인터웨이브 (MegaNet)
- 라디오 닛케이

### 중화인민공화국
- 중국국제방송, 중앙인민방송
- 베이징인민방송, 상하이 미디어 그룹, 톈진인민방송, 허베이인민방송, 연변인민방송 등

### 중화민국
- 한성라디오방송
- 경찰라디오방송
- 중국라디오방송공사
- 타이완 국제 방송
- KISS Radio

### 홍콩
- 홍콩라디오텔레비전

### 몽골
- 몽골 국영 방송
- 몽골의 소리

### 베트남
- 베트남의 소리

### 태국
- 라디오 타일랜드

### 말레이시아
- 라디오 텔레비전 말레이시아
  - 말레이시아의 소리

### 인도네시아
- RRI
  - 인도네시아의 소리

### 필리핀
- ABS-CBN
- GMA 네트워크
- 마닐라 방송 회사

## 북아메리카

### 미국
- KROQ 106.7 - 미국 유명 락 뮤직 전문 라디오 방송국
- CBS 라디오 (미국)
  - CBS 라디오 뉴스, CBS 스포츠 라디오
- WWCR
- 미국의 소리
- 자유아시아방송
- 자유유럽방송
- 희망의 소리 (AWR)
- 희망의 소리 (SOH)
- 라디오코리아
- 내셔널 퍼블릭 라디오
  - WNYC, KCRW, WGBH (FM) 등

### 에콰도르
- 라디오 산타크루스 FM

### 캐나다
- 캐나다 방송 협회
  - CBC 라디오, 캐나다 국제방송

## 유럽

### 그리스
- 그리스 국영 방송
- 그리스의 소리

### 네덜란드
- 네덜란드 공영 방송
  - 라디오 네덜란드
  - NPO 라디오 1, NPO 라디오 2, NPO 3FM, NPO 라디오 4, NPO 라디오 5, NPO 라디오 6, FunX

### 독일
- 도이칠란트라디오
  - 도이칠란트푼크, 도이칠란트라디오 쿨투어, DRadio Wissen
- ARD
  - 도이체 벨레
  - 바이에른 방송, 헤센 방송, 중부독일방송, 북부독일방송, 라디오 브레멘, 베를린-브란덴부르크 방송, 자를란트 방송, 남서독일방송, 서부독일방송
- RTL 라디오

### 러시아
- 전러시아 국립 텔레비전 및 라디오 회사
  - 라디오 로시, 라디오 마야크, 라디오 쿨투라, 라디오 유노스티, 베스티 FM
- 러시아의 소리
- 사할린 우리말 방송국

### 영국
- BBC (BBC 라디오)
  - BBC 라디오 1, BBC 라디오 2, BBC 라디오 3, BBC 라디오 4, BBC 라디오 5 라이브
  - BBC 월드 서비스
- 독립 전국 라디오(en)
  - 클래식 FM(en), 앱설룻 라디오(en), 토크스포츠(en)

### 이탈리아
- 이탈리아 방송 협회
  - Rai 라디오 1, Rai 라디오 2, Rai 라디오 3, Rai 라디오 FD 4, Rai 라디오 FD 5, Rai 이탈리아 라디오
- 라디오 스튜디오 54 네트워크

### 스페인
- RNE
  - RNE 라디오 나시오날, RNE 라디오 클라시카, RNE 라디오 3, RNE 라디오 4, RNE 라디오 5, 라디오 엑스테리오르 데 에스파냐

### 포르투갈
- 포르투갈 공영방송

### 스위스
- SRG SSR
  - SRF, RTS (스위스), SRI (스위스), RTR (스위스)
  - 스위스인포

### 슬로바키아
- 슬로바키아 방송공사 (슬로바키아 텔레비전 방송공사, 슬로바키아 라디오 방송공사)
  - 슬로바키아국제방송

### 오스트리아
- ORF

### 체코
- 체코 라디오 방송공사

### 폴란드
- 폴스키에 라디오
  - 폴란드 국제방송

### 프랑스
- 라디오 프랑스
  - 프랑스 앵테르, 프랑스 앵포, 프랑스 퀼튀르, 프랑스 뮈지크, 프랑스 블루, FIP, Le Mouv'
- 라디오 프랑스 앵테르나쇼날
- RTL (프랑스어 라디오 방송국)
- Europe 1

## 오세아니아

### 뉴질랜드
- 라디오 뉴질랜드
  - 뉴질랜드국제방송

### 오스트레일리아
- 오스트레일리아 방송 협회
  - ABC 라디오 내셔널, 트리플 J, ABC 클래식 FM, ABC 뉴스 라디오, 라디오 오스트레일리아
- 스페셜 브로드캐스팅 서비스

## 같이 보기
- 라디오
- 라디오 방송국